# Субрегија Мркоњић Град
Субрегија Мркоњић Град је једна од две субрегије Бањалучке регије према Просторном плану Републике Српске. 

## Географија
Обухвата општине:

- Мркоњић Град,
- Рибник,
- Шипово,
- Купрес (РС),
- Источни Дрвар
- Петровац и
- Језеро

У саставу је Мезорегије Бањалука.